# Allan Andersson (konstnär)
Carl Allan Andersson, född 29 januari 1904 i Göteborg, död 22 april 1979 i Sävedalen, Partille kommun, Göteborgs och Bohus län, var en svensk målare, illustratör och författare.

## Biografi
Allan Andersson studerade vid Slöjdföreningens skola i Göteborg 1922–1924 men var i övrigt självlärd.
Han var verksam i Göteborg och skrev och illustrerade böcker, främst om fåglar. Bland hans verk märks Strandäng (1961). Han är representerad på Norrköpings konstmuseum.
Allan Andersson var son till undergasmästaren Albert Andersson och Alma Olsson. Han var från 1934 gift med Eva Andersson, född Werner (1905–1998). De är båda gravsatta på Kvibergs kyrkogård, Göteborg. Dottern Ina föddes 1939.